# Нажмудинов, Омарасхаб Магомедович
Омарасхаб Магомедович Нажмудинов (24 октября 1995, Махачкала, Дагестан, Россия) — российский и румынский борец вольного стиля. Член сборной Румынии.

## Спортивная карьера
Первый тренер Шахбанов Тагир Тагирович. Является воспитанником спортивной школы имени Гамида Гамидова, занимался у Анвара Магомедгаджиева и Омарасхаба Курамагомедова. В 2011 году стал чемпионом Европы среди кадетов. В августе 2012 года принимал участие на чемпионате мира среди юношей в Баку. В августе 2014 года принимал участие на чемпионате мира среди юниоров, где занял 13 место. В марте 2015 года стал победителем юношеского международного турнира памяти Романа Дмитриева в Якутске. В июле 2019 года стал чемпионом Румынии. В августе 2020 года одержал победу на международном турнире «Ион Корняну и Ладислав Шимон» в Бухаресте
В январе 2020 года стал победителем турнира памяти 
Анри Деглана в Ницце. В том же месяце стал победителем открытого Кубка Польши.

## Спортивные результаты
- Чемпионат Европы по борьбе среди кадетов 2011 — ;
- Чемпионат мира по борьбе U23 2018 — ;
- Чемпионат Румынии по борьбе 2019 —
- Чемпионат мира по борьбе 2019 — 10;
- Чемпионат Европы по борьбе 2020 — 9;